# Tilmann Fetzer
Tilmann Fetzer (* 2. Mai 1982 in Heidenheim an der Brenz) ist ein deutscher Degenfechter.

## Sportliche Laufbahn
Fetzer wurde 2002 deutscher Hochschulmeister. 2005 errang er überraschend als Teilzeitfechter den Titel im Herreneinzel und holte mit dem Heidenheimer SB Bronze. Bei der in Izmir ausgetragenen Universiade 2005 holte er eine hintere Platzierung.

## Berufliche Karriere
Nach einem Studium in Technologiemanagement an der Universität Stuttgart wurde er Financial Controller bei Voith Turbo.